# Nicole Hanselmann
Nicole Hanselmann (* 6. Mai 1991 in Uster) ist eine ehemalige Schweizer Radrennfahrerin.

## Sportliche Laufbahn
2009 wurde Nicole Hanselmann Schweizer Meisterin im Einzelzeitfahren der Juniorinnen. Seit 2013 war sie beim Schweizer Team Bigla unter Vertrag.
2013 gewann sie die Berner Rundfahrt, 2016 entschied sie eine Etappe der Tour of Norway für sich. 2017 wurde Hanselmann Schweizer Meisterin im Strassenrennen und im Jahr darauf Schweizer Meisterin im Zeitfahren.
2019 startete Nicole Hanselmann bei dem belgischen Eintagesrennen Omloop Het Nieuwsblad. Sie konnte sich absetzen und zum Fahrerfeld der Männer, das zehn Minuten zuvor gestartet war, aufschliessen. Daraufhin hielt die Rennleitung sie und das gesamte Frauenrennen an, damit sich die beiden Rennen nicht vermischten. Diese Entscheidung der Rennleitung stiess in der Öffentlichkeit auf ein gemischtes Echo. Hanselmann durfte anschliessend mit Vorsprung starten, ihre Verfolgerinnen holten sie dieses Mal aber rasch ein, zogen vorbei und reichten sie bis auf Platz 74 durch.

## Erfolge
2009
- Schweizer Junioren-Meisterin – Einzelzeitfahren

2013
- Siegerin der Berner Rundfahrt

2016
- Siegerin einer Etappe der Tour of Norway

2017
- Schweizer Meisterin – Strassenrennen

2018
- Schweizer Meisterin – Einzelzeitfahren